# Soros Fund Management
A Soros Alapkezelő egy korlátolt felelősségű társaság, amerikai befektetéskezelő cég. Régebben a hedge fund, majd később a Family Office határozza meg felépítését. A kft.-t Soros György alapította 1969-ben.
2010-ben az egyik legjobban profitáló cégnek nevezték a hedge fund piacon, átlagosan 20%-os éves befektetési visszatérüléssel, az elmúlt több mint 40 éven keresztül.
Székháza New York városban található, a 250 West 55th Street címen.

## Fordítás
- Ez a szócikk részben vagy egészben  a   Soros Fund Management című angol Wikipédia-szócikk fordításán alapul.  Az eredeti cikk szerkesztőit annak laptörténete sorolja fel. Ez a jelzés csupán a megfogalmazás eredetét és a szerzői jogokat jelzi, nem szolgál a cikkben szereplő információk forrásmegjelöléseként.